# Eerste divisie 1977/78 (nacompetitie)/Wedstrijden
Het Nederlandse Eerste divisie voetbal uit het seizoen 1977/78 kende aan het einde van de reguliere competitie een nacompetitie. De vier periodekampioenen streden om promotie naar de Eredivisie.
Winnaar van deze zesde editie werd MVV.

## Speelronde 1
|                   |           |                    |     |                                                                             |
| 18 mei 1978 19:30 | Excelsior | 0 – 1              | MVV | Stadion: Woudestein, Rotterdam Toeschouwers: 5.500 Scheidsrechter: Jan Beck |
| 18 mei 1978 19:30 |           | 24' Janusz Kowalik |     | Stadion: Woudestein, Rotterdam Toeschouwers: 5.500 Scheidsrechter: Jan Beck |
| 18 mei 1978 19:30 |           |                    |     | Stadion: Woudestein, Rotterdam Toeschouwers: 5.500 Scheidsrechter: Jan Beck |
| 18 mei 1978 19:30 |           |                    |     | Stadion: Woudestein, Rotterdam Toeschouwers: 5.500 Scheidsrechter: Jan Beck |
|                   |           |                    |     |                                                                             |

|                   |                                  |       |                     |                                                                                       |
| 18 mei 1978 19:30 | FC Groningen                     | 4 – 1 | Wageningen          | Stadion: Oosterpark, Groningen Toeschouwers: 11.000 Scheidsrechter: Gerrit Berrevoets |
| 18 mei 1978 19:30 | Peter Houtman 31', 56', 64', 74' |       | 5' Gerdo Hazelhekke | Stadion: Oosterpark, Groningen Toeschouwers: 11.000 Scheidsrechter: Gerrit Berrevoets |
| 18 mei 1978 19:30 |                                  |       |                     | Stadion: Oosterpark, Groningen Toeschouwers: 11.000 Scheidsrechter: Gerrit Berrevoets |
| 18 mei 1978 19:30 |                                  |       |                     | Stadion: Oosterpark, Groningen Toeschouwers: 11.000 Scheidsrechter: Gerrit Berrevoets |
|                   |                                  |       |                     |                                                                                       |

## Speelronde 2
|                   |                    |       |                   |                                                                                     |
| 21 mei 1978 19:30 | MVV                | 1 – 1 | FC Groningen      | Stadion: De Geusselt, Maastricht Toeschouwers: 17.000 Scheidsrechter: Siem Wellinga |
| 21 mei 1978 19:30 | Janusz Kowalik 85' |       | 36' Jack van Loon | Stadion: De Geusselt, Maastricht Toeschouwers: 17.000 Scheidsrechter: Siem Wellinga |
| 21 mei 1978 19:30 |                    |       |                   | Stadion: De Geusselt, Maastricht Toeschouwers: 17.000 Scheidsrechter: Siem Wellinga |
| 21 mei 1978 19:30 |                    |       |                   | Stadion: De Geusselt, Maastricht Toeschouwers: 17.000 Scheidsrechter: Siem Wellinga |
|                   |                    |       |                   |                                                                                     |

|                   |                                                                 |       |           |                                                                                          |
| 21 mei 1978 19:30 | Wageningen                                                      | 3 – 0 | Excelsior | Stadion: De Wageningse Berg, Wageningen Toeschouwers: 6.000 Scheidsrechter: Henk Weerink |
| 21 mei 1978 19:30 | Jan Menting 61' Eugène van Vijfeijken 67' Cees van den Berg 80' |       |           | Stadion: De Wageningse Berg, Wageningen Toeschouwers: 6.000 Scheidsrechter: Henk Weerink |
| 21 mei 1978 19:30 |                                                                 |       |           | Stadion: De Wageningse Berg, Wageningen Toeschouwers: 6.000 Scheidsrechter: Henk Weerink |
| 21 mei 1978 19:30 |                                                                 |       |           | Stadion: De Wageningse Berg, Wageningen Toeschouwers: 6.000 Scheidsrechter: Henk Weerink |
|                   |                                                                 |       |           |                                                                                          |

## Speelronde 3
|                   |             |       |              |                                                                               |
| 24 mei 1978 19:30 | Excelsior   | 1 – 0 | FC Groningen | Stadion: Woudestein, Rotterdam Toeschouwers: 2.500 Scheidsrechter: Bep Thomas |
| 24 mei 1978 19:30 | Cor Pot 57' |       |              | Stadion: Woudestein, Rotterdam Toeschouwers: 2.500 Scheidsrechter: Bep Thomas |
| 24 mei 1978 19:30 |             |       |              | Stadion: Woudestein, Rotterdam Toeschouwers: 2.500 Scheidsrechter: Bep Thomas |
| 24 mei 1978 19:30 |             |       |              | Stadion: Woudestein, Rotterdam Toeschouwers: 2.500 Scheidsrechter: Bep Thomas |
|                   |             |       |              |                                                                               |

|                   |                                                 |       |                     |                                                                                     |
| 24 mei 1978 19:30 | MVV                                             | 3 – 2 | Wageningen          | Stadion: De Geusselt, Maastricht Toeschouwers: 14.000 Scheidsrechter: Egbert Mulder |
| 24 mei 1978 19:30 | Jos Lacroix 32' Huub Smeets 51' Jo Bonfrère 66' |       | 5', 83' Jan Menting | Stadion: De Geusselt, Maastricht Toeschouwers: 14.000 Scheidsrechter: Egbert Mulder |
| 24 mei 1978 19:30 |                                                 |       |                     | Stadion: De Geusselt, Maastricht Toeschouwers: 14.000 Scheidsrechter: Egbert Mulder |
| 24 mei 1978 19:30 |                                                 |       |                     | Stadion: De Geusselt, Maastricht Toeschouwers: 14.000 Scheidsrechter: Egbert Mulder |
|                   |                                                 |       |                     |                                                                                     |

## Speelronde 4
|                   |                   |       |                     |                                                                                        |
| 28 mei 1978 19:30 | FC Groningen      | 1 – 1 | Excelsior           | Stadion: Oosterpark, Groningen Toeschouwers: 14.000 Scheidsrechter: Henk van Ettekoven |
| 28 mei 1978 19:30 | Peter Houtman 29' |       | 62' Leen Swanenburg | Stadion: Oosterpark, Groningen Toeschouwers: 14.000 Scheidsrechter: Henk van Ettekoven |
| 28 mei 1978 19:30 |                   |       |                     | Stadion: Oosterpark, Groningen Toeschouwers: 14.000 Scheidsrechter: Henk van Ettekoven |
| 28 mei 1978 19:30 |                   |       |                     | Stadion: Oosterpark, Groningen Toeschouwers: 14.000 Scheidsrechter: Henk van Ettekoven |
|                   |                   |       |                     |                                                                                        |

|                   |                |       |     |                                                                                      |
| 28 mei 1978 19:30 | Wageningen     | 1 – 0 | MVV | Stadion: De Wageningse Berg, Wageningen Toeschouwers: 9.500 Scheidsrechter: Jan Beck |
| 28 mei 1978 19:30 | Bram Braam 14' |       |     | Stadion: De Wageningse Berg, Wageningen Toeschouwers: 9.500 Scheidsrechter: Jan Beck |
| 28 mei 1978 19:30 |                |       |     | Stadion: De Wageningse Berg, Wageningen Toeschouwers: 9.500 Scheidsrechter: Jan Beck |
| 28 mei 1978 19:30 |                |       |     | Stadion: De Wageningse Berg, Wageningen Toeschouwers: 9.500 Scheidsrechter: Jan Beck |
|                   |                |       |     |                                                                                      |

## Speelronde 5
|                   |                |       |                                                              |                                                                                  |
| 31 mei 1978 19:30 | Excelsior      | 1 – 3 | Wageningen                                                   | Stadion: Woudestein, Rotterdam Toeschouwers: 4.000 Scheidsrechter: Gerard Geurds |
| 31 mei 1978 19:30 | Dick Ernst 50' |       | 11' Jan Menting 20' Gerdo Hazelhekke 54' Jan van Osenbruggen | Stadion: Woudestein, Rotterdam Toeschouwers: 4.000 Scheidsrechter: Gerard Geurds |
| 31 mei 1978 19:30 |                |       |                                                              | Stadion: Woudestein, Rotterdam Toeschouwers: 4.000 Scheidsrechter: Gerard Geurds |
| 31 mei 1978 19:30 |                |       |                                                              | Stadion: Woudestein, Rotterdam Toeschouwers: 4.000 Scheidsrechter: Gerard Geurds |
|                   |                |       |                                                              |                                                                                  |

|                   |                        |       |     |                                                                                |
| 31 mei 1978 19:30 | FC Groningen           | 1 – 0 | MVV | Stadion: Oosterpark, Groningen Toeschouwers: 16.500 Scheidsrechter: Bep Thomas |
| 31 mei 1978 19:30 | Eddy Bakker 54' (pen.) |       |     | Stadion: Oosterpark, Groningen Toeschouwers: 16.500 Scheidsrechter: Bep Thomas |
| 31 mei 1978 19:30 |                        |       |     | Stadion: Oosterpark, Groningen Toeschouwers: 16.500 Scheidsrechter: Bep Thomas |
| 31 mei 1978 19:30 |                        |       |     | Stadion: Oosterpark, Groningen Toeschouwers: 16.500 Scheidsrechter: Bep Thomas |
|                   |                        |       |     |                                                                                |

## Speelronde 6
|                   |                                                      |       |           |                                                                                   |
| 4 juni 1978 19:30 | MVV                                                  | 5 – 0 | Excelsior | Stadion: De Geusselt, Maastricht Toeschouwers: 6.000 Scheidsrechter: Henk Weerink |
| 4 juni 1978 19:30 | Huub Smeets 2', 78' Jo Bonfrère 15', 17' (pen.), 37' |       |           | Stadion: De Geusselt, Maastricht Toeschouwers: 6.000 Scheidsrechter: Henk Weerink |
| 4 juni 1978 19:30 |                                                      |       |           | Stadion: De Geusselt, Maastricht Toeschouwers: 6.000 Scheidsrechter: Henk Weerink |
| 4 juni 1978 19:30 |                                                      |       |           | Stadion: De Geusselt, Maastricht Toeschouwers: 6.000 Scheidsrechter: Henk Weerink |
|                   |                                                      |       |           |                                                                                   |

|                   |            |       |              |                                                                                                |
| 4 juni 1978 19:30 | Wageningen | 0 – 0 | FC Groningen | Stadion: De Wageningse Berg, Wageningen Toeschouwers: 13.000 Scheidsrechter: Gerrit Berrevoets |
| 4 juni 1978 19:30 |            |       |              | Stadion: De Wageningse Berg, Wageningen Toeschouwers: 13.000 Scheidsrechter: Gerrit Berrevoets |
| 4 juni 1978 19:30 |            |       |              | Stadion: De Wageningse Berg, Wageningen Toeschouwers: 13.000 Scheidsrechter: Gerrit Berrevoets |
| 4 juni 1978 19:30 |            |       |              | Stadion: De Wageningse Berg, Wageningen Toeschouwers: 13.000 Scheidsrechter: Gerrit Berrevoets |
|                   |            |       |              |                                                                                                |

## Voetnoten
SC Amersfoort ·
FC Den Bosch '67 ·
SC Cambuur ·
FC Dordrecht ·
Eindhoven ·
Excelsior ·
Fortuna SC ·
De Graafschap ·
FC Groningen ·
sc Heerenveen ·
Helmond Sport ·
Heracles '74 ·
MVV ·
PEC Zwolle ·
SVV ·
SC Veendam ·
FC Vlaardingen '74 ·
Wageningen ·
Willem II
Eredivisie

1960 · 1975 · 1987 · 1988
Eerste divisie

1973 · 1974 · 1975 · 1976 · 1977 · 1978 · 1979 · 1980 · 1981 · 1982 · 1983 · 1984 · 1985 · 1986 · 1987 · 1988 · 1989 · 1990 · 1991 · 1992 · 1993 · 1994 · 1995 · 1996 · 1997 · 1998 · 1999 · 2000 · 2001 · 2002 · 2003 · 2004 · 2005

Vanaf 2006 staan alle competities op 1 pagina.

2006 · 2007 · 2008 · 2009 · 2010 · 2011 · 2012 · 2013 · 2014 · 2015 · 2016 · 2017 · 2018 · 2019 · 2020 · 2021 · 2022 · 2023 · 2024